# Стасюк Вадим Дмитрович
Вади́м Дми́трович Стасю́к — майор Збройних сил України, учасник російсько-української війни.
Військовий оператор, Центральна телерадіостудія МО України. У червні 2014-го постраждав від обстрілу терористів — в часі руху колони 95-ї та 79-ї бригад ПДВ. Зазнав осколкових поранень внаслідок влучення пострілу з протитанкового гранатомета.

## Нагороди
За особисту мужність і героїзм, виявлені у захисті державного суверенітету та територіальної цілісності України, вірність військовій присязі під час російсько-української війни нагороджений
- орденом «За мужність» III ступеня (4.12.2014)